# Edward Harrison Compton
Edward Harrison Compton (* 11. Oktober 1881 in Feldafing am Starnberger See (Oberbayern); † 6. März 1960 ebenda) war ein deutscher Landschaftsmaler englischer Abstammung.

## Leben
Edward Harrison Compton erhielt seine Ausbildung bei seinem Vater Edward Theodore Compton und besuchte die Central School of Arts and Crafts in London. Er kehrte dann nach Bayern zurück und bereiste Tirol, Oberitalien, Deutschland und England. Wie sein Vater von der Alpenwelt begeistert folgte er zunächst dessen künstlerischem Vorbild als Maler von Hochgebirgsdarstellungen. Infolge einer Kinderlähmung, die er mit 28 Jahren erlitt, musste er seine Motive für Gemälde und Aquarelle mit Architektur- und Landschaftsdarstellungen in leichter erreichbaren Gegenden der bayerischen und oberitalienischen Vorgebirge (Berchtesgadener Land, Trient, Gardasee) suchen.
Licht und Schattentechniken, der sonnige Blick durch die Buchenwälder, herbstliche Stimmungen an der Grenze von Wasser und Wald und generell Morgen- und Abendstimmungen bildeten seine bevorzugten Motive. Auch malerische Städteansichten zeigen die Vielfalt des Künstlers.
Compton hielt seine Motive in Zeichnungen, Aquarellen und Ölgemälden fest. Er lebte zeitweise in Potsdam und in Würzburg, kehrte aber in seine Heimat nach Oberbayern zurück. Künstlerisch tätig waren auch seine Geschwister die Blumen- und Stilllebenmalerin Marion Compton und die Blumenmalerin Dora Keel-Compton.
1907 wurde erstmals eine Serie seiner Arbeiten im Münchner Kunstverein ausgestellt (vom Karwendel und Gardasee, Kaisergebirge, „Geisterschmiede bei Kufstein“ u. v. a.). Weitere Ausstellungen folgten, unter anderem in der Royal Academy in London, in Bradford und Berlin. In der Zeit des Nationalsozialismus hatte er sich als Mitglied der Reichskammer der bildenden Künste in das System integriert. Für diese Zeit ist seine Teilnahme an 11 Gruppenausstellungen sicher belegt, darunter von 1937 bis 1944 alle Großen Deutschen Kunstausstellungen in München mit insgesamt 19 Bildern, von denen u. a. Hitler drei und Heinrich Himmler, Hermann Esser und Hermann Schmitz je eines erwarben.